# Royal National Theatre
El Royal National Theatre of Great Britain està situat al South Bank, al barri londinenc de Lambeth, Anglaterra. El teatre fou dissenyat per l'arquitecte Sir Denys Lasdun i les seves portes obriren entre el 1976 i el 1977. A partir del 1963 i fins que la seu permanent de la companyia teatral finalitzà, la Companyia Nacional de Teatre va tenir la seva seu al teatre Old Vic a Waterloo.
Des del 1988, el teatre és anomenat Royal National Theatre, car el seu nom original és molt poc emprat.
El programa del Royal National Theatre és molt variat, incloent-hi Shakespeare i altres clàssics del món del drama, juntament amb noves escenes contemporànies. Cada auditori pot albergar fins a tres representacions a l'any. Des del 2003, i gràcies al patrocini de Travelex, el teatre ha pogut oferir 100.000 places a 10 lliures a l'Olivier Theatre.